# Lac de Zaovine
Le lac de Zaovine (en serbe : Заовинско језеро et Zaovinsko jezero) est un lac de Serbie, situé près du village de Zaovine, dans la municipalité de Bajina Bašta, district de Zlatibor.

## Géographie
Le lac de Zaovine se trouve dans la région des monts Tara. Lac artificiel, il a été créé à la suite de la construction d'un barrage sur le Beli Rzav (le « Rzav blanc »), un des bras qui contribuent à former le Rzav, un affluent droit de la Drina.

## Biodiversité

### Flore
C'est à proximité du lac de Zaovine que le botaniste serbe Josif Pančić a découvert une espèce rare d'épicéa, endémique à la vallée de la Drina, à laquelle il a donné le nom de Picea omorika ; cet arbre est également connu sous le nom de pančićeva omorika (en serbe cyrillique : панчићева оморика).
Environ 600 espèces de plantes ont été répertoriées dans la région du lac, dont 15 figurent parmi les espèces protégées en raison de leur rareté. Parmi celles-ci, outre l'épicéa de Pančić, on peut citer l'Edelweiss pied-de-lion (Leontopodium alpinum).

### Faune
14 espèces de poissons sont répertoriées dans le lac, parmi lesquelles on peut citer le hotu (Chondrostoma nasus). 

### Protection
Le lac de Zaovine est situé en plein centre du parc national des monts Tara (UICN Catégorie II).

## Galerie

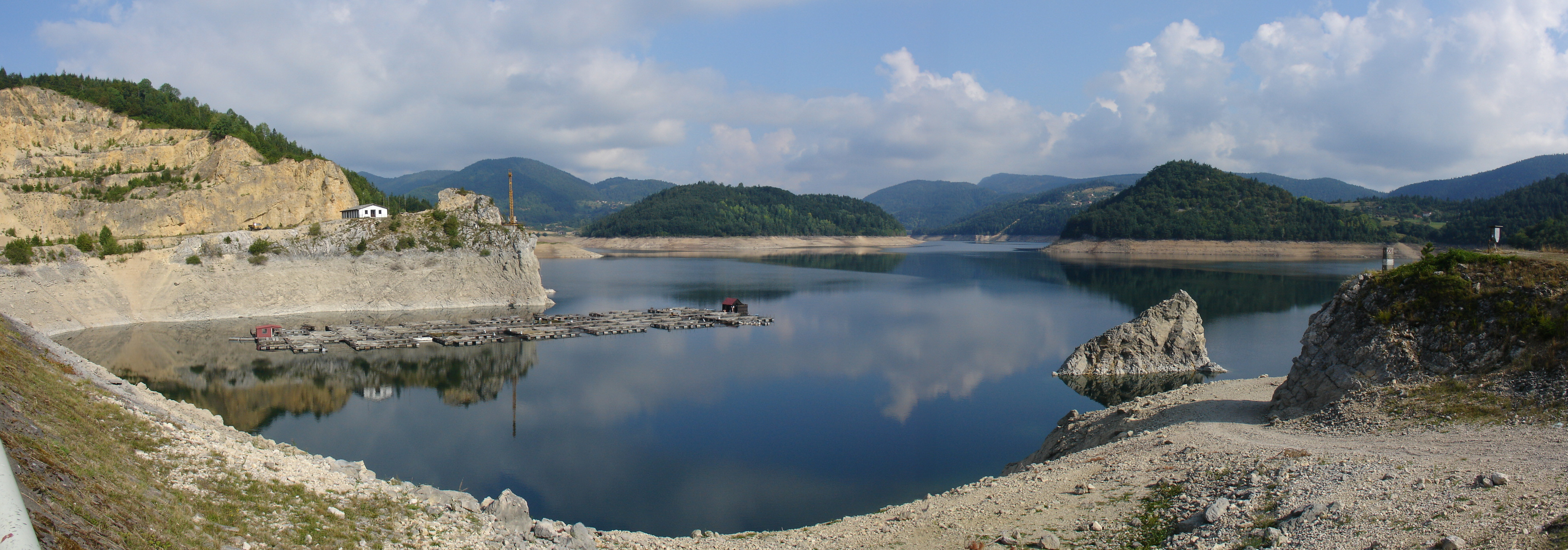
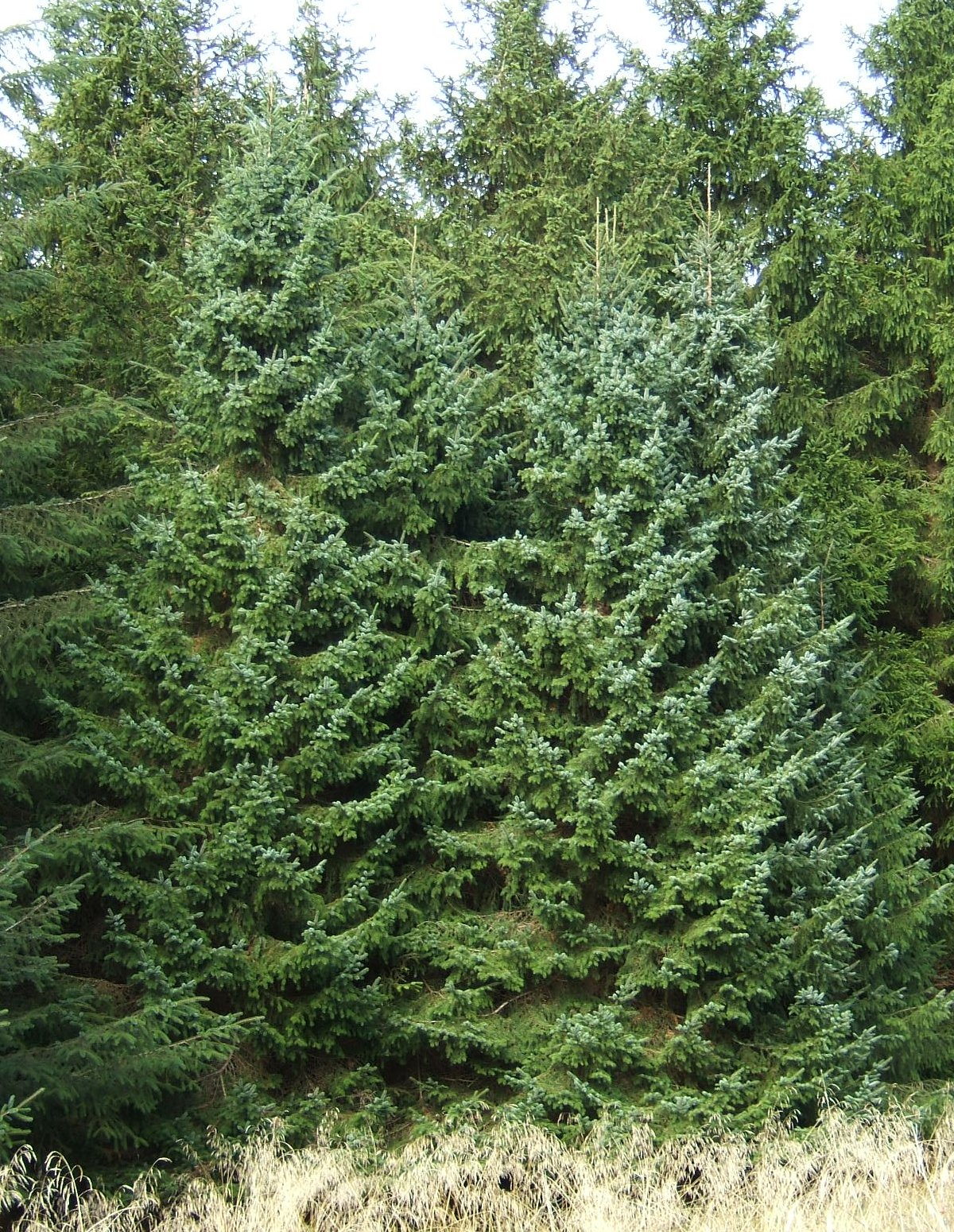
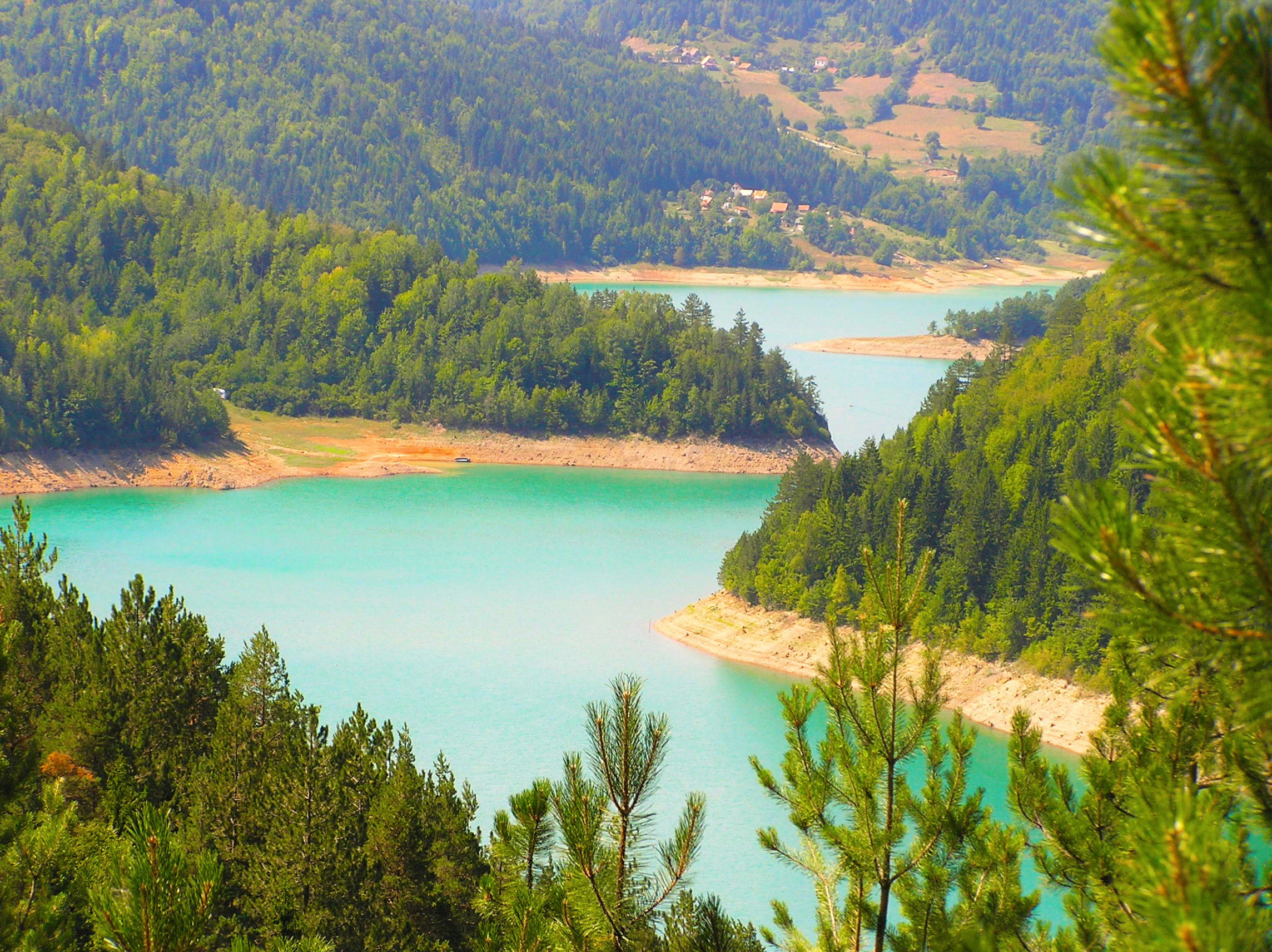
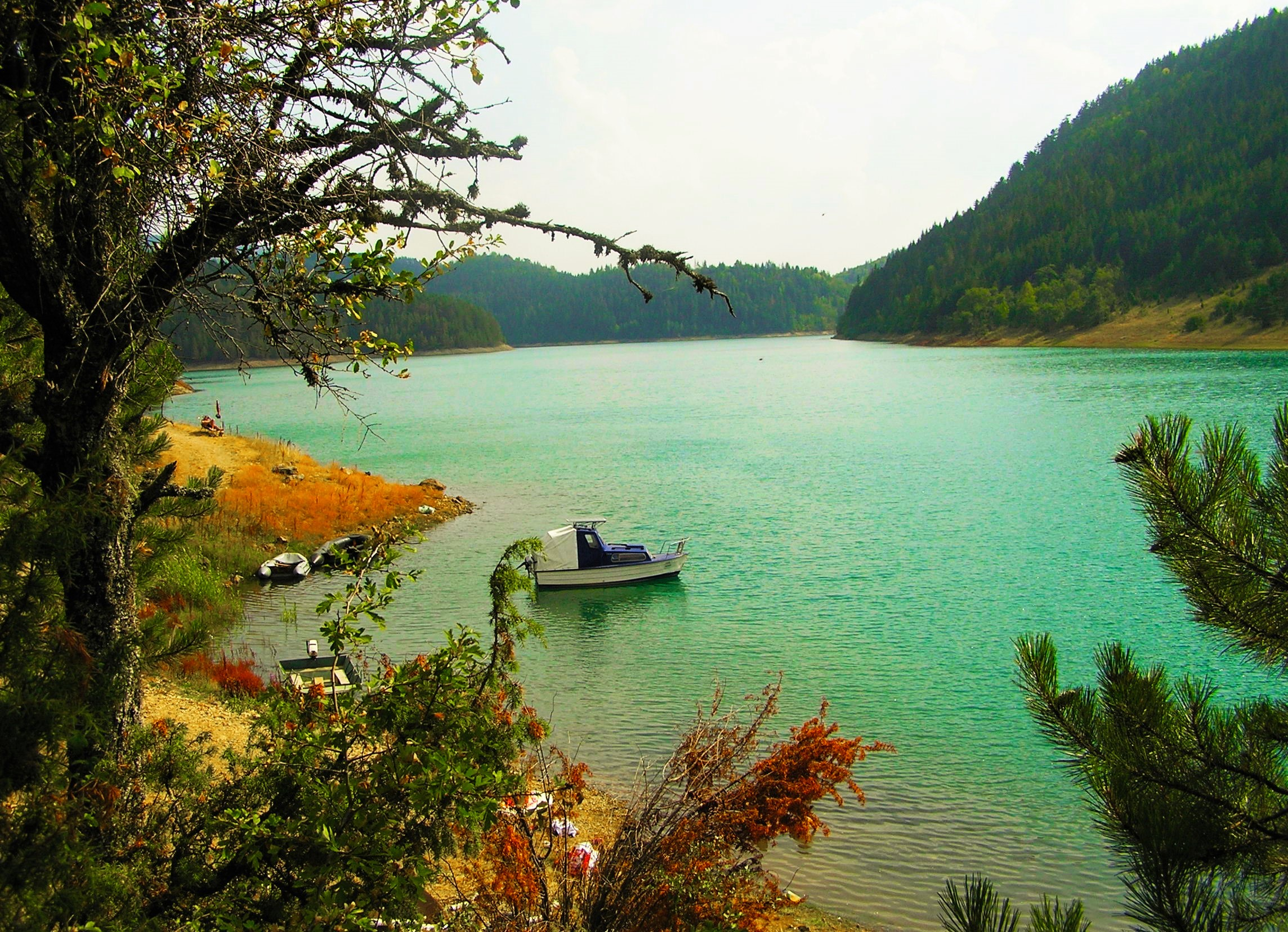
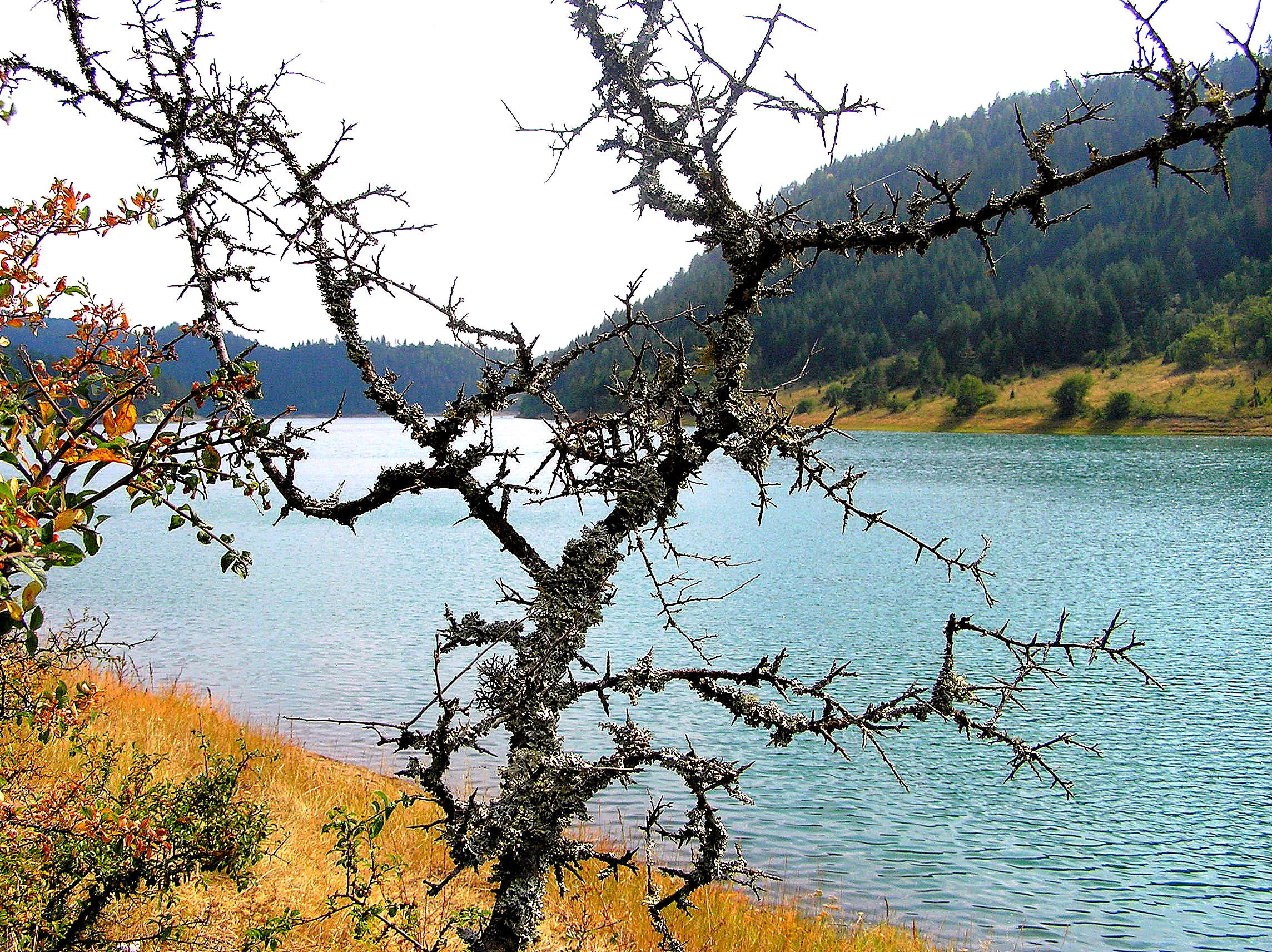